# Super Humor
La Col·lecció Súper Humor va ser una sèrie de toms publicada que va prendre el relleu de Magos del Humor recopilant cinc àlbums de la Col·lecció Olé, que ja era una recopilació. Editorial Bruguera la va publicar a partir de 1975 i va ser represa el 1987 per Ediciones B. A partir de 1982 apareixen altres sèries incloent les paraules Super Humor al títol formant un mateix segell. El format original és de 27 x 19 cm. i 360 pàgines i tapa dura, però hi ha hagut algunes variants.

## Precursors
Molts dels primers àlbums de la col·lecció Olé es van reeditar de 1971 a 1974 a la col·lecció Magos del Humor de la que es van publicar 21 toms de 400 pàgines, incloent també el contingut de cin àlbums.
De 1973 a 1974 es van publicar 14 toms de 160 pàgines de la col·lecció Selecciones de Olé. Cada tom incloïa un àlbum de Mortadel·lo i Filemó d'Ibáñez i un altre de personatges d'un altre autor.

## Trajectòria
Super Humor va ser la col·lecció que va durar més. Va començar com una segona edició de Magos del Humor pràcticament amb el mateix format, però el nombre de pàgines s'havia reduït a 320, ja que els àlbums de la col·lecció Olé havien passat de 80 pàgines a 62. Bruguera va publicar 52 d'aquesta col·lecció fins al tancament de l'editorial.
De 1979 a 1984 es van recopilar en el mateix format, però sense indicar-hi Super Humor, la col·lecció d'Olé dels barrufets (que incloïa històries de la sèrie de Jan i Trencapins) i el 1982 va aparèixer un tom en idèntiques condicions dedicat a recopilar la recopilació d'Olé de la sèrie de Pulgarcito. Van ser els precursor de la generalització del format, ja amb Super Humor en portada però, com noves col·leccions. La primera va ser el mateix 1982 la dedicada a Super Llopis, del que només hi havia material per treure'n un, ja que Bruguera va arribar a publicar nou àlbums de la seva col·lecció. Aquest únic tom es va reeditar el 1983. La va seguir el 1984 una altra dedicada a Benito Boniato, del que se'n van publicar dos incloent íntegra la seva col·lecció reeditada a Olé.
Després del tancament de Bruguera, Edicions B va reprendre la col·lecció principal el 1987, però centrant-se gairebé exclusivament en els nous números en Mortadel·lo i Filemó. També va reeditar els números publicats per Bruguera. Va arribar fins al número 68, tancant a desembre de 1992. També al 1987 va reprendre la publicació de Super Llopis.
A 1992 va publicar un número únic titulat Super Humor serie TBO, reeditant el material inclòs als números 409 a 413 de la Col·lecció Olé.
El 1993 va publicar sèries de cada personatge, substituint la sèrie principal tancada l'any abans, conseqüentment amb el tancament de la col·lecció Olé principal. Aquell any van començar les sèries de Mortadel·lo i Filemó (que va incloure números protagonitzats per altres personatges d'Ibáñez) i Zipi i Zape. També es van publicar sèries de Els Simpson (15 números de 1996-2011), El pequeño Spirou (1 número a 1997), la continuació dels personatges Zipi i Zape a per Cera i Ramis (2 números a 2001-2002) i es va publicar una col·lecció de clàssics (10 números de 2005 a 2010).